# Сражение при Ноймаркт-Санкт-Файте
Сражение при Ноймаркт-Санкт-Файте (нем. Schlacht bei Neumarkt-Sankt Veit) — сражение, произошедшее на территории Баварского королевства между французской и австрийской армиями 24 апреля 1809 года во время Войны пятой коалиции.
10 апреля 1809 года внезапное вторжение австрийских войск эрцгерцога Карла, начавших войну, в Королевство Бавария, поставило Великую армию императора Франции Наполеона I в невыгодное положение. 19 апреля Карлу не удалось воспользоваться своими возможностями, и Наполеон нанес ответный удар по австрийскому левому крылу под командованием Гиллера. После боев 20 и 21 апреля войска Гиллера были вынуждены стремительно отступить на юго-восток. В ночь на 22 апреля Наполеон послал Бессьера с небольшими силами преследовать Гиллера. Бессьер с дивизией Вреде достиг Ноймаркт-Санкт-Файта 22 апреля. Оттуда он послал Марюлаза разведать берега реки Инн.

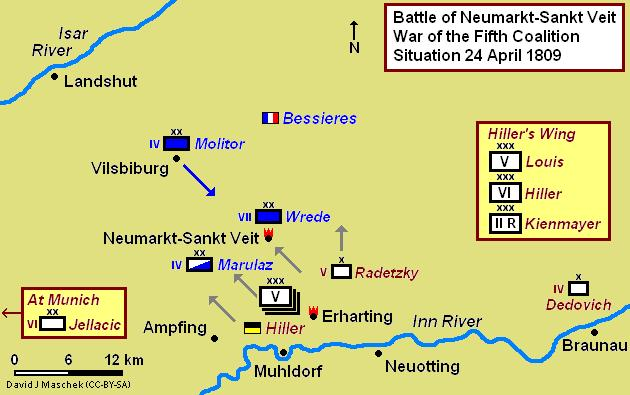
Карта сражения.

Поздно вечером 23 апреля Гиллер повторно пересек Инн в Мюльдорфе и приказал Елачичу продвигаться из Мюнхена в сторону Ландсхута. В тот же день авангард Марюлаза двинулся на юго-восток к Инну. К северу от Мюльдорфа у деревни Эрхартинг полк конных егерей столкнулся с передовыми частями Гиллера. Французские всадники были быстро отброшены пехотным батальоном. Марюлаз отступил в направлении Ноймаркт-Санкт-Файта.
Утром 24 апреля Гиллер двинулся вперёд тремя колоннами. Его правая колонна (12 пехотных батальонов и девять кавалерийских эскадронов) атаковала баварцев Вреде в 8 часов утра. Баварский генерал удерживал высоту к юго-востоку от Ноймаркта с 10 батальонами и восемью эскадронами. Крайний справа авангард под командованием Йозефа Радецкого фон Радеца продвигался на север в сторону Ландау-ан-дер-Изар. Центральная колонна Гиллера ударила по позициям Марюлаза и отбросила его кавалерию.
Перед лицом австрийских атак Вреде удерживал свои позиции до полудня. Увидев, что австрийские фланговые колонны угрожают окружить его баварцев, около 13:00 Бессьер приказал отступить. К этому времени Молитор прибыл из Фильсбибурга и послал два полка для прикрытия отступления Вреде, оставив два других своих полка в резерве. Тем не менее австрийцы продолжали сильно теснить баварцев и около 15:00 захватили Ноймаркт-Санкт-Файт. Солдаты Вреде понесли значительные потери при переправе через реку Ротт.
Как только его противник отошёл за Ротт, который впадает в Инн возле Шердинга, Гиллер прекратил битву. Бессьер организованно отступил к Фильсбибургу. В свою очередь, Гиллер, как только он обнаружил, что один на южном берегу Изара перед основной армией Наполеона, то быстро отступил на восток в направлении Вены.